# سای کژدم
سای کژدم یک ستاره است که در صورت فلکی کژدم قرار دارد.